# Bematistes macarista
Bematistes macarista är en fjärilsart som beskrevs av Sharpe 1906. Bematistes macarista ingår i släktet Bematistes och familjen praktfjärilar. Inga underarter finns listade i Catalogue of Life.